# Un animal doué de raison
Un animal doué de raison est un roman politique d’anticipation et de science-fiction de l'écrivain français Robert Merle, paru en 1967.

## Résumé
Aux États-Unis, de nombreux scientifiques travaillent sur la communication avec les dauphins, dans le cadre des recherches militaires tous azimuts de la Guerre froide. Ces études aboutissent et l'équipe du docteur Sevilla parvient à apprendre l'anglais à un couple de dauphins. Cependant, le fait militaire et le contexte idéologique prennent le dessus, dans le risque palpable de la Troisième Guerre mondiale.

## Principaux personnages
- Professeur Henry Sevilla, passionné de dauphins, il est le premier scientifique à réussir à les faire parler
- Michael, membre de l'équipe du professeur Sevilla, emprisonné à cause de son refus de s'enrôler dans l'armée américaine
- Arlette Lafeuille, canadienne, membre de l'équipe du professeur Sevilla, amante puis épouse de celui-ci
- C, agent secret chargé de l'espionnage de John Lilly et de la surveillance de Sevilla
- Adams, membre des services secrets, chargé de la protection et de la surveillance de Sevilla
- Fa, Bi : dauphins élevés et étudiés par le professeur Sevilla parlant la langue des hommes

## Travail de l'auteur
Un animal doué de raison se fonde sur des faits réels au moment de la rédaction du roman, tant scientifiques (les travaux de John Cunningham Lilly sur la communication avec les dauphins) que géopolitiques (la guerre du Viêt Nam).
Robert Merle met en place, avec le professeur Sevilla, l'archétype du personnage principal. qu'il utilisera dans nombre de ses livres postérieurs. Charmeur, il a un succès considérable auprès des femmes et a du mal à se refuser à elles ou à être fidèle. Les aimant toutefois beaucoup, il est prêt à faire des sacrifices pour être heureux en couple. Ce type de personnage réapparaît dans :
- Malevil (Emmanuel Comte)
- la série Fortune de France (Pierre de Siorac, puis Pierre-Emmanuel de Siorac son fils)
- Le Propre de l'homme (Edmund Dale)
- Les Hommes protégés (Dr Martinelli)

## Adaptations
- Le roman est adapté au cinéma en 1973 par Mike Nichols, sous le titre Le Jour du dauphin.
- Il existe également une adaptation en bandes dessinées d'Un Animal doué de Raison, publiée en épisodes dans le magazine Pif Gadget pendant l'été 1979. L'adaptation du texte est de Víctor Mora et les dessins de Carlos Giménez[1].